# Partido Popular
Partido Popular (PP) (dansk: Folkepartiet) er et konservativt spansk politisk parti.
Partido Popular har sine rødder i Alianza Popular (AP), et parti som blev grundlagt og ledet af Manuel Fraga Iribarne og som organiserede personer, der havde støttet Francoregimet, men som efter Franco-regimets fald gik ind for en politisk transformation til demokrati. Partido Popular blev grundlagt i begyndelsen af 1980'erne som en sammenslutning af Alianza Popular med nogle mindre kristendemokratiske partier.
Partido Popular sad på regeringsmagten fra 1996 til 2004, og blev på dette tidspunkt ledet af premierminister José María Aznar. I august 2003 gik Aznar af som partileder og han blev efterfulgt på posten af Mariano Rajoy, som blev partiets premierministerkandidat ved det spanske parlamentsvalg i 2004.
Partido Popular tabte imidlertid valget, og socialistpartiet Partido Socialista Obrero Español (PSOE) overtog atter regeringsmagten. Valget blev afholdt i skyggen af terrorangrebet i Madrid den 11. marts 2004, som fandt sted tre dage før valget.
Regeringen gav umiddelbart den baskiske selvstændighedsbevægelse ETA skylden for aktionen. Senere viste det sig at al-Qaida stod bag. Det blev efterfølgende hævdet, at regeringen gav ETA skylden for aktionen ud fra en strategisk vurdering af at denne konklusion ville skade regeringspartiet mindst på valgdagen. Under Partido Populars regeringsperiode havde Spanien tilsluttet sig invasionen og krigen i Irak, en beslutning, der havde været upopulær blandt store dele af den spanske befolkning. Da det kort tid efter blev klart, at al-Qaida stod bag, spredte det hurtigt et indtryk af at regeringen havde forsøgt at vildlede befolkningen for at forhindre et tab af regeringsmagten. Meget tyder på at dette var af afgørende betydning for valgnederlaget.
Siden 2004-valget har Partido Popular været det største oppositionsparti i Deputerkammeret (det spanske underhus), med 148 mandater af 350, samtidig med at de blot er 4 mandater fra at have absolut flertal i Spaniens Senat med 126 af 259 senatorer.
Partiet har 24 repræsentanter i Europa-Parlamentet, hvor det indgår som en del af den konservative/kristendemokratiske gruppe European People's Party–European Democrats.